# Andrea Leand
Andrea Leand (18 gennaio 1964) è un'ex tennista statunitense.

## Carriera
In carriera ha vinto un titolo in singolare, il Pittsburgh Open nel 1984, e uno di doppio, l'Open di Zurigo nel 1984, in coppia con l'ungherese Andrea Temesvári. Nei tornei del Grande Slam ha ottenuto il suo miglior risultato raggiungendo i quarti di finale di doppio a Wimbledon nel 1983, in coppia con la connazionale Mary Lou Daniels.
In Fed Cup ha disputato una sola partita, ottenendo nell'occasione una vittoria.

## Statistiche

### Singolare

#### Vittorie (1)
| Numero | Anno            | Torneo                      | Superficie | Avversaria in finale | Punteggio     |
| 1.     | 30 gennaio 1984 | Pittsburgh Open, Pittsburgh | Sintetico  | Pascale Paradis      | 0-6, 6-2, 6-4 |

### Doppio

#### Vittorie (1)
| Numero | Anno            | Torneo                 | Superficie | Compagna         | Avversarie in finale                 | Punteggio |
| 1.     | 4 novembre 1984 | Open di Zurigo, Zurigo | Cemento    | Andrea Temesvári | Claudia Kohde Kilsch Hana Mandlíková | 6-1, 6-3  |

### Doppio

#### Finali perse (2)
| Numero | Anno          | Torneo                           | Superficie | Compagna         | Avversarie in finale           | Punteggio |
| 1.     | 31 marzo 1984 | Virginia Slims of Boston, Boston | Sintetico  | Mary Lou Daniels | Barbara Potter Sharon Walsh    | 6-7, 0-6  |
| 2.     | 6 maggio 1984 | South African Open, Johannesburg | Cemento    | Sandy Collins    | Rosalyn Fairbank Beverly Mould | 1-6, 2-6  |

### Risultati in progressione
| Sigla | Risultato               |
| ----- | ----------------------- |
| V     | Vincitore               |
| F     | Finalista               |
| SF    | Semifinalista           |
| O     | Oro olimpico            |
| A     | Argento olimpico        |
| SF    | Bronzo olimpico         |
| QF    | Quarti di Finale        |
| 4T    | Quarto turno            |
| 3T    | Terzo turno             |
| 2T    | Secondo turno           |
| 1T    | Primo turno             |
| RR    | Round Robin             |
| LQ    | Turno di qualificazione |
| A     | Assente                 |
| ND    | Non disputato           |

| Legenda superfici    |
| -------------------- |
| Cemento              |
| Terra battuta        |
| Erba                 |
| Superficie variabile |

#### Singolare nei tornei del Grande Slam
| Torneo          | 1981 | 1982 | 1983 | 1984 | 1985 | 1986 | 1987 | 1988 | 1989 | 1990 | 1991 | 1992 | 1993 |
| --------------- | ---- | ---- | ---- | ---- | ---- | ---- | ---- | ---- | ---- | ---- | ---- | ---- | ---- |
| Australian Open | A    | 2T   | A    | 2T   | A    | ND   | A    | A    | A    | 2T   | 2T   | A    | A    |
| Open di Francia | A    | 4T   | 1T   | A    | 1T   | A    | A    | A    | A    | A    | A    | A    | A    |
| Wimbledon       | A    | 2T   | 3T   | 1T   | 1T   | A    | A    | A    | A    | 3T   | 1T   | A    | A    |
| US Open         | 4T   | 4T   | 4T   | 2T   | A    | A    | A    | A    | A    | 1T   | A    | A    | 1T   |

#### Altri tornei di singolare
| Torneo                                            | 1982 | 1983 | 1984 | 1985 | 1985 | 1986 | 1986 | 1987 | 1988 | 1989 | 1990 | 1991 | 1992 | 1993 | 1994 |
| ------------------------------------------------- | ---- | ---- | ---- | ---- | ---- | ---- | ---- | ---- | ---- | ---- | ---- | ---- | ---- | ---- | ---- |
| Ameritech Cup, Chicago                            | QF   | 1T   | 1T   | A    | A    | A    | A    | A    | A    | A    | A    | A    | A    | A    | A    |
| Virginia Slims of Houston, Houston                | A    | 2T   | A    | A    | A    | 1T   | 1T   | A    | A    | A    | A    | A    | A    | A    | A    |
| Virginia Slims of Boston, Boston                  | SF   | A    | 2T   | A    | A    | A    | A    | A    | A    | 2T   | 1T   | ND   | ND   | ND   | ND   |
| Sydney International, Sydney                      | 1T   | A    | A    | A    | A    | ND   | ND   | A    | A    | A    | A    | A    | A    | A    | A    |
| Bank of the West Classic, Oakland / San Francisco | A    | 1T   | A    | A    | A    | A    | A    | A    | A    | A    | 1T   | 1T   | A    | A    | A    |
| Canada Open, Canada                               | A    | A    | A    | A    | A    | A    | A    | A    | A    | A    | 1T   | 1T   | A    | A    | A    |
| US Indoors, località varie                        | 2T   | A    | 2T   | A    | A    | A    | A    | A    | ND   | ND   | ND   | ND   | ND   | ND   | ND   |
| Eckerd Tennis Open, Eckerd                        | SF   | A    | 2T   | A    | A    | A    | A    | A    | A    | A    | A    | ND   | ND   | ND   | ND   |
| Hall of Fame Tennis Championships, Newport        | ND   | ND   | A    | A    | A    | A    | A    | A    | A    | A    | 2T   | ND   | ND   | ND   | ND   |
| WTA German Open, Germania                         | QF   | 3T   | QF   | 1T   | 1T   | A    | A    | A    | A    | A    | A    | A    | A    | A    | A    |
| Virginia Slims of Central New York, New York      | ND   | ND   | ND   | A    | A    | ND   | ND   | ND   | ND   | ND   | ND   | 1T   | ND   | ND   | ND   |
| Puerto Rico Open, San Juan                        | ND   | ND   | ND   | ND   | ND   | A    | A    | A    | A    | A    | A    | 1T   | A    | 1T   | ND   |
| WTA New Jersey, New Jersey                        | 2T   | 3T   | A    | A    | A    | 1T   | 1T   | A    | A    | 2T   | ND   | ND   | ND   | ND   | ND   |
| WTA Swiss Open, Gstaad                            | 2T   | A    | A    | A    | A    | A    | A    | A    | A    | A    | A    | A    | A    | A    | A    |
| Virginia Slims of Washington, Washington, D.C.    | A    | 2T   | 1T   | A    | A    | A    | A    | A    | A    | 1T   | A    | A    | ND   | ND   | ND   |
| Virginia Slims of Dallas, Dallas                  | 1T   | 1T   | A    | A    | A    | A    | A    | A    | A    | A    | ND   | ND   | ND   | ND   | ND   |
| Virginia Slims of Detroit, Detroit                | 1T   | A    | ND   | ND   | ND   | ND   | ND   | ND   | ND   | ND   | ND   | ND   | ND   | ND   | ND   |
| Virginia Slims of Denver, Denver                  | ND   | ND   | A    | A    | A    | ND   | ND   | ND   | ND   | ND   | ND   | QF   | ND   | ND   | ND   |
| Queensland Open, Brisbane                         | 2T   | A    | A    | A    | A    | ND   | ND   | A    | A    | A    | A    | A    | A    | A    | A    |
| LA Women's Tennis Championships, Los Angeles      | QF   | A    | 1T   | A    | A    | A    | A    | A    | A    | A    | A    | A    | A    | A    | A    |
| Family Circle Cup, Charleston                     | QF   | 1T   | A    | A    | A    | A    | A    | A    | A    | A    | A    | A    | A    | A    | A    |
| Torneo                                            | 1982 | 1983 | 1984 | 1985 | 1985 | 1986 | 1986 | 1987 | 1988 | 1989 | 1990 | 1991 | 1992 | 1993 | 1994 |
| International Women's Open, Eastbourne            | 3T   | 1T   | 1T   | 1T   | 1T   | A    | A    | A    | A    | A    | A    | A    | A    | A    | A    |
| United Airlines Tournament of Champions, Orlando  | A    | A    | 1T   | A    | A    | ND   | ND   | ND   | ND   | ND   | ND   | ND   | ND   | ND   | ND   |
| Toyota Classic, Atlanta                           | A    | QF   | ND   | ND   | ND   | ND   | ND   | ND   | ND   | ND   | ND   | ND   | ND   | ND   | ND   |
| Toray Pan Pacific Open, Tokyo                     | A    | 1T   | 1T   | A    | A    | A    | A    | A    | A    | 2T   | A    | 1T   | A    | A    | A    |
| Porsche Tennis Grand Prix, Filderstadt            | 1T   | A    | SF   | A    | A    | A    | A    | A    | A    | A    | A    | A    | A    | A    | A    |
| Brighton International, Brighton                  | A    | A    | 1T   | A    | A    | A    | A    | A    | A    | A    | A    | A    | A    | A    | A    |
| Virginia Slims of Kansas, Kansas                  | QF   | A    | ND   | ND   | ND   | A    | A    | A    | A    | A    | A    | ND   | ND   | ND   | ND   |
| Pittsburgh Open, Pittsburgh                       | ND   | A    | V    | ND   | ND   | ND   | ND   | ND   | ND   | ND   | ND   | ND   | ND   | ND   | ND   |
| Maybelline Classic                                | SF   | A    | A    | A    | A    | ND   | ND   | ND   | ND   | ND   | ND   | ND   | ND   | ND   | ND   |
| MPS Group Championships, Amelia Island            | A    | 2T   | A    | A    | A    | A    | A    | A    | A    | A    | 1T   | A    | A    | A    | A    |
| AEGON Classic, Birmingham                         | A    | 2T   | A    | A    | A    | A    | A    | A    | A    | A    | 1T   | A    | A    | A    | A    |
| Betty Barclay Cup, Amburgo                        | A    | A    | ND   | ND   | ND   | ND   | ND   | A    | A    | A    | A    | 2T   | A    | A    | A    |
| Palm Beach Cup, Palm Beach                        | ND   | 3T   | ND   | A    | A    | ND   | ND   | ND   | ND   | ND   | ND   | ND   | ND   | ND   | ND   |
| Virginia Slims of Pennsylvania, Pennsylvania      | ND   | A    | 1T   | A    | A    | A    | A    | ND   | ND   | ND   | ND   | ND   | ND   | ND   | ND   |
| Port St. Lucie Open, Port St. Lucie               | ND   | A    | QF   | ND   | ND   | ND   | ND   | ND   | ND   | ND   | ND   | ND   | ND   | ND   | ND   |
| Zurich Open, Zurigo                               | ND   | ND   | 2T   | A    | A    | A    | A    | A    | A    | A    | 1T   | A    | A    | A    | A    |
| WTA South Carolina, Carolina del Sud              | ND   | ND   | ND   | A    | A    | 1T   | 1T   | A    | ND   | ND   | ND   | ND   | ND   | ND   | ND   |
| Virginia Slims of Oklahoma, Memphis               | ND   | ND   | ND   | ND   | ND   | A    | A    | A    | A    | 1T   | A    | A    | A    | A    | A    |
| Belgian Open, Belgio                              | ND   | ND   | ND   | ND   | ND   | ND   | ND   | A    | A    | 1T   | ND   | ND   | A    | A    | ND   |
| Virginia Slims of Albuquerque, Albuquerque        | ND   | ND   | ND   | ND   | ND   | ND   | ND   | ND   | ND   | A    | 1T   | A    | ND   | ND   | ND   |
| Indian Wells Masters, Indian Wells                | ND   | ND   | ND   | ND   | ND   | ND   | ND   | ND   | ND   | A    | 1T   | A    | A    | A    | A    |
| Nichirei International Championships, Tokyo       | ND   | ND   | ND   | ND   | ND   | ND   | ND   | ND   | ND   | ND   | 1T   | A    | A    | A    | A    |
| Asian Open, Osaka                                 | ND   | ND   | ND   | ND   | ND   | ND   | ND   | ND   | ND   | ND   | ND   | ND   | A    | A    | 1T   |

#### Doppio nei tornei del Grande Slam
| Torneo          | 1981 | 1982 | 1983 | 1984 | 1985 | 1986 | 1987 | 1988 | 1989 | 1990 | 1991 |
| --------------- | ---- | ---- | ---- | ---- | ---- | ---- | ---- | ---- | ---- | ---- | ---- |
| Australian Open | A    | 1T   | A    | 1T   | A    | ND   | A    | A    | A    | 2T   | 1T   |
| Open di Francia | A    | 2T   | 1T   | A    | 3T   | A    | A    | A    | A    | A    | A    |
| Wimbledon       | A    | 2T   | QF   | 2T   | 2T   | A    | A    | A    | A    | A    | A    |
| US Open         | 2T   | A    | 2T   | 2T   | A    | A    | A    | A    | A    | A    | A    |

#### Doppio misto nei tornei del Grande Slam
| Torneo          | 1982 | 1983 | 1984 | 1985 |
| --------------- | ---- | ---- | ---- | ---- |
| Australian Open | ND   | ND   | ND   | ND   |
| Open di Francia | 2T   | A    | A    | 3T   |
| Wimbledon       | 1T   | 2T   | 1T   | 1T   |
| US Open         | A    | A    | A    | A    |